# Eublemma laphyra
Eublemma laphyra là một loài bướm đêm trong họ Erebidae.